# Kepuh (Boyolangu)
Kepuh is een bestuurslaag in het regentschap Tulungagung van de provincie Oost-Java, Indonesië. Kepuh telt 4135 inwoners (volkstelling 2010).